# Big Brother Brasil 12
Big Brother Brasil 12 foi a décima segunda temporada do reality show brasileiro Big Brother Brasil, exibida pela TV Globo entre 10 de janeiro a 29 de março de 2012, com 80 dias de confinamento. Foi apresentada por Pedro Bial, produzido pela Endemol Globo e dirigido por José Bonifácio Brasil de Oliveira, o Boninho.
A edição terminou com a vitória do  médico veterinário Fael Cordeiro, que recebeu 92% dos votos, a maior porcentagem de aprovação pelo público para vencer em todas as edições do programa. O prêmio foi de R$ 1,5 milhão sem desconto de impostos.

## Geral
A décima segunda temporada do Big Brother Brasil durou 80 dias. Além disso, nesta temporada foram incluídos novos gráficos de fundo, uma nova sequência de abertura e uma afinação na partitura musical. A casa, como em todos os anos, passou por algumas reformulações. Ficou marcado por ter a segunda menor audiência em seis anos, sendo posteriormente ultrapassado pelo BBB13.
Um ano depois do término da temporada, o participante Yuri Fernandes voltaria a competir na décima terceira edição, substituindo o desistente e também ex-BBB Kleber Bambam, sendo o quarto eliminado daquela edição.

## O Jogo
O jogo teve bastante repercussão e foi marcado pela divisão de dois grupos na casa, batizados de Praia e Selva, que inclusive foi tema do quarto onde os membros dormiram. No primeiro fizeram parte Analice, Jakeline, Fael, Fabiana, Jonas, João Mauricio, João Carvalho e Kelly. O outro foi composto por Daniel, Laisa, Mayara, Monique, Rafa, Renata, Ronaldo e Yuri.

### Seleção
A seleção dos participantes desta edição se deu em duas etapas. A primeira etapa foi a Seletiva Regional, feita no primeiro semestre de 2011 (mas precisamente de 15 de abril a 30 de junho), e suas incrições feitas somente pela internet (no site oficial), com a produção selecionando candidatos por região do Brasil. Nesta etapa não era necessário o envio de vídeo. A segunda etapa foi a Seletiva Nacional, onde todos concorreriam por uma vaga, e podendo se inscrever por correio ou internet, conforme seleções anteriores. As inscrições nacionais foram de 14 de agosto até 31 de outubro.
Os candidatos pré-escolhidos passaram por uma avaliação prévia antes de gravarem um teste de vídeo num hotel do Rio de Janeiro em outubro de 2011. As entrevistas finais ocorreram no início a meados de dezembro de 2011. O grupo selecionado de participantes foram confinados no hotel em 3 de janeiro de 2012.

### Novos participantes
A entrada dos 12 primeiros participantes se deu às 13h do dia 10 de janeiro. Como prova de mostrar o dinamismo da seleção dos participantes pelo programa, realizou-se a entrada de mais quatro integrantes (dentre 60 pré-selecionados) ao vivo pelo programa ainda no primeiro dia. Os escolhidos foram Analice, Daniel, Fael e Monique. Em 8 de janeiro, foi revelado que a Globo convocou 60 participantes pré-selecionados para fazer parte da plateia na noite de estreia do programa. Todos eles passaram por todo o processo seletivo (já tinham feito exames físicos e médicos, e entrevistas com a produção). Estes quatro novos participantes iriam se juntar aos outros 12 selecionados, trazendo um número total de 16 "brothers".

### Poder do Não e mudanças na Prova do Líder
Como nas temporadas anteriores, a cada semana os participantes competem em uma prova para definir o Líder da semana. Entretanto, nessa temporada nem todos participarão da prova do Líder. Em cada semana, um participante da casa ganhará o "poder do não", que consiste em vetar um número de companheiros de participar da prova do Líder da semana. Na 3ª semana, eventualmente dois participantes compartilharam o poder (Fabiana e Rafa). A partir da 8ª semana, não houve mais "poder do não".
O Líder da semana não será mais elegível para um segundo mandato consecutivo e não participará da prova do Líder seguinte. Isto até a 11ª prova do Líder, onde, a partir deste dia, todos, sem exceção, participarão da prova.
Em provas de resistência, o vencedor só será coroado Líder no programa seguinte ao fim da prova. Isto para saberem se o vencedor é Líder mesmo ou fez algo durante a prova que provocaria sua eliminação desta.
| Semana | Poder do Não       | Total de vetos | Último Líder  | Participantes vetados                        |
| ------ | ------------------ | -------------- | ------------- | -------------------------------------------- |
| 1      | Prova da Imunidade | 1              | (nenhum)      | Kelly                                        |
| 1      | Kelly              | 5              | (nenhum)      | Fael, João Mauricio, Laisa, Monique e Renata |
| 2      | Ronaldo            | 2              | João Carvalho | Fabiana e Jakeline                           |
| 3      | Fabiana e Rafa     | 2              | João Mauricio | Fael e Ronaldo                               |
| 4      | João Carvalho      | 2              | Laisa         | João Mauricio e Yuri                         |
| 5      | Rafa               | 2              | Renata        | Fael e Kelly                                 |
| 6      | Yuri               | 1              | Laisa         | Jonas                                        |
| 7      | Jonas              | 2              | Fael          | Monique e Rafa                               |

### Intercâmbio cultural
Entre 8 de março a 15 de março, Laisa Portela foi a escolhida para fazer um intercâmbio cultural com o Gran Hermano 13, onde passou uma semana na casa do Big Brother espanhol. Na semana seguinte (16 de março a 21 de março), a espanhola Noemí Merino, uma surfista de 26 anos, natural de Lanzarote, veio a casa brasileira, onde passou cinco dias.

## Shows e participações especiais
O programa recebeu os seguintes shows desde a sua estreia:
| Data            | Artista/Banda                       | Tema                                        | Ref           |
| --------------- | ----------------------------------- | ------------------------------------------- | ------------- |
| 14 de janeiro   | DJ André Marques                    | Festa Fusion                                | [ 21 ]        |
| 18 de janeiro   | DJ Bernardo Novaes                  | Festa Rosas                                 |               |
| 21 de janeiro   | DJ Thascya e DJ Morgana             | Festa Burlesca                              |               |
| 25 de janeiro   | DJ Yves Larock                      | Festa Halloween                             |               |
| 28 de janeiro   | DJ Tulio                            | Festa Era de Aquarius                       |               |
| 1 de fevereiro  | Luan Santana e banda                | Festa Tudo Azul                             |               |
| 4 de fevereiro  | DJ André Werneck                    | Festa Amarelinha                            |               |
| 8 de fevereiro  | Michel Teló e banda                 | Festa Luau                                  |               |
| 11 de fevereiro | Jammil e uma Noites                 | Festa Árabe                                 |               |
| 15 de fevereiro | Claudia Leitte e banda              | Festa Guaraná                               | [ 22 ] [ 23 ] |
| 18 de fevereiro | DJ João Brasil                      | Festa Ouro                                  |               |
| 22 de fevereiro | Banda Sambô                         | Festa Lapinha                               | [ 24 ]        |
| 25 de fevereiro | Projeto Dexterz                     | Festa Réveillon                             | [ 25 ]        |
| 29 de fevereiro | Roberto Ravioli e Andorinha Dorinha | Festa Azeite Andorinha                      | [ 27 ]        |
| 3 de março      | DJ Casteja e DJ Marcelo Maia        | Festa Dancing Days                          | [ 28 ]        |
| 7 de março      | Jota Quest                          | Festa Pop Brasil                            | [ 29 ]        |
| 14 de março     | Zezé Di Camargo & Luciano e banda   | Festa com show de Zezé di Camargo e Luciano | [ 30 ]        |
| 21 de março     | Daniela Mercury e banda             | Festa com show de Daniela Mercury           | [ 31 ]        |
| 29 de março     | Thiaguinho e banda                  | Final                                       |               |

Em todas as festas esteve presente uma pessoa vestida de urso e a partir da festa do dia 25 de fevereiro (Festa Réveillon), esteve presente uma pessoa vestida de ursa.

## Controvérsias

### Desistências de pré-selecionados
Dos doze integrantes do elenco inicial revelados no dia 4 de janeiro, dois deles desistiram ainda no pré confinamento e precisaram ser substituídos. Apesar da colocação por parte da Rede Globo de que as desistências teriam ocorrido por motivos pessoais, ambos revelaram posteriormente que desistiram por outros motivos.
João José "Netinho" Neto, tinha 28 anos e era natural de Visconde do Rio Branco, Minas Gerais. Em 5 de janeiro, no entanto, a mãe de Netinho, Maria Ines Carmanini, saiu afirmando que os produtores tentaram manipular seu filho, proibindo-o de manter sua rotina diária. Ela também afirmou que ela não podia especificar o problema, já que Netinho assinou um contrato de sigilo com a emissora e tal divulgação poderia prejudicá-lo. Netinho foi substituído em 5 de janeiro por Ronaldo Peres, vendedor de 31 anos, natural de Jacareí, São Paulo. Em 7 de janeiro, foi divulgado que Netinho teria lamentado sua decisão e pediu uma nova chance no jogo. Os produtores, no entanto, negaram o pedido. "Infelizmente uma vez fora, está fora", disse Boninho, o diretor da atração. Netinho, por outro lado, negou a informação que teria pedido para voltar, e afirmou que ele não tem o número de telefone dos produtores (em uma nota divulgado na imprensa, os advogados de Netinho teriam ligado para Boninho e pedido para ele voltar) e que não estava arrependido com sua decisão.
Fernanda Girão, empresária de 28 anos, natural do Rio de Janeiro, era cotada para ser uma das grandes participantes da edição, e já havia pedido para sair dias antes do anúncio oficial. Na primeira tentativa, no entanto, ela foi convencida por Boninho para lidar com a pressão e continuar no jogo. Em primeiro lugar, a falta de um telefone acreditava ser a razão para a saída de Fernanda. Em crise, ela teria pedido para ligar para sua mãe, mas os produtores não permitiram que ela ligasse. Fernanda também tinha problemas para dormir. Por razões de segurança, as regras do BBB proíbem pílulas para dormir tanto no hotel onde há o pré confinamento quanto na casa. Por fim, ela alegou ter receio de como a imprensa a retrataria já que em uma entrevista de 9 de janeiro, Fernanda alegou que estava sendo retratada pela mídia como lésbica (haviam rumores de que teria namorado com a cantora Nise Palhares, que havia participado do Ídolos 2010), e teria que preservar sua imagem. Fabiana Teixeira, garota-propaganda de 35 anos, natural de Ribeirão Preto, foi oficialmente anunciada em 9 de janeiro como substituta de Fernanda.

### Denúncia de abuso sexual e expulsão de Daniel
O participante Daniel foi expulso do programa por suspeita de ter agido de forma abusiva contra sua parceira de confinamento Monique, após a primeira festa da edição. A polêmica veio à tona depois que um vídeo foi divulgado na internet mostrando os dois em uma cama. Debaixo das cobertas, Daniel agarra a colega que, aparentemente, não reagiu aos afetos dele por estar desacordada. Uma diligência policial foi à casa e abriu um registro de ocorrência para ouvir os envolvidos. Daniel deixou o programa no dia 16 de janeiro sob a justificativa de "grave comportamento inadequado" por parte da Rede Globo. Além da movimentação que causou na internet, o fato foi divulgado pelas principais mídias impressas e televisivas do país e também alcançou repercussão internacional, com destaque em publicações como os jornais britânicos Daily Mail e The Guardian e o jornal australiano Sydney Morning Herald, que destacou as críticas contra a emissora que o episódio gerou.

### Erro na última prova do Líder
Após algumas horas do termino da última prova do Líder, Jonas afirmou para o participante Fael que Fabiana foi favorecida na prova, ele contou que a participante errou o botão e acertou a bancada e mesmo assim a luz acendera.
"Sei se estou viajando, mas não consigo guardar o que tenho vontade de falar. Aquilo que aconteceu que eu e o Bial percebemos, que a Fabiana apertou antes, aconteceu mais uma vez", disse Jonas para o veterinário, também reclamando do fato da apresentadora ter demorado para responder a última pergunta: "tentar adivinhar eu também posso!".
O modelo ficou tão inconformado que durante a manhã seguinte confessou que pensara em trapacear para vencer a prova, visto que nada havia acontecido a Fabiana. "Quando estava na 12ª pergunta, eu queria bater antes do "já" para anular a questão e eu vencer", admitiu. "Mas só anulou a minha pergunta da motocicleta e o Bial disse que seria a última vez", disse o caubói. "Na vez da Fabiana também", lamentou o modelo.

## Participantes

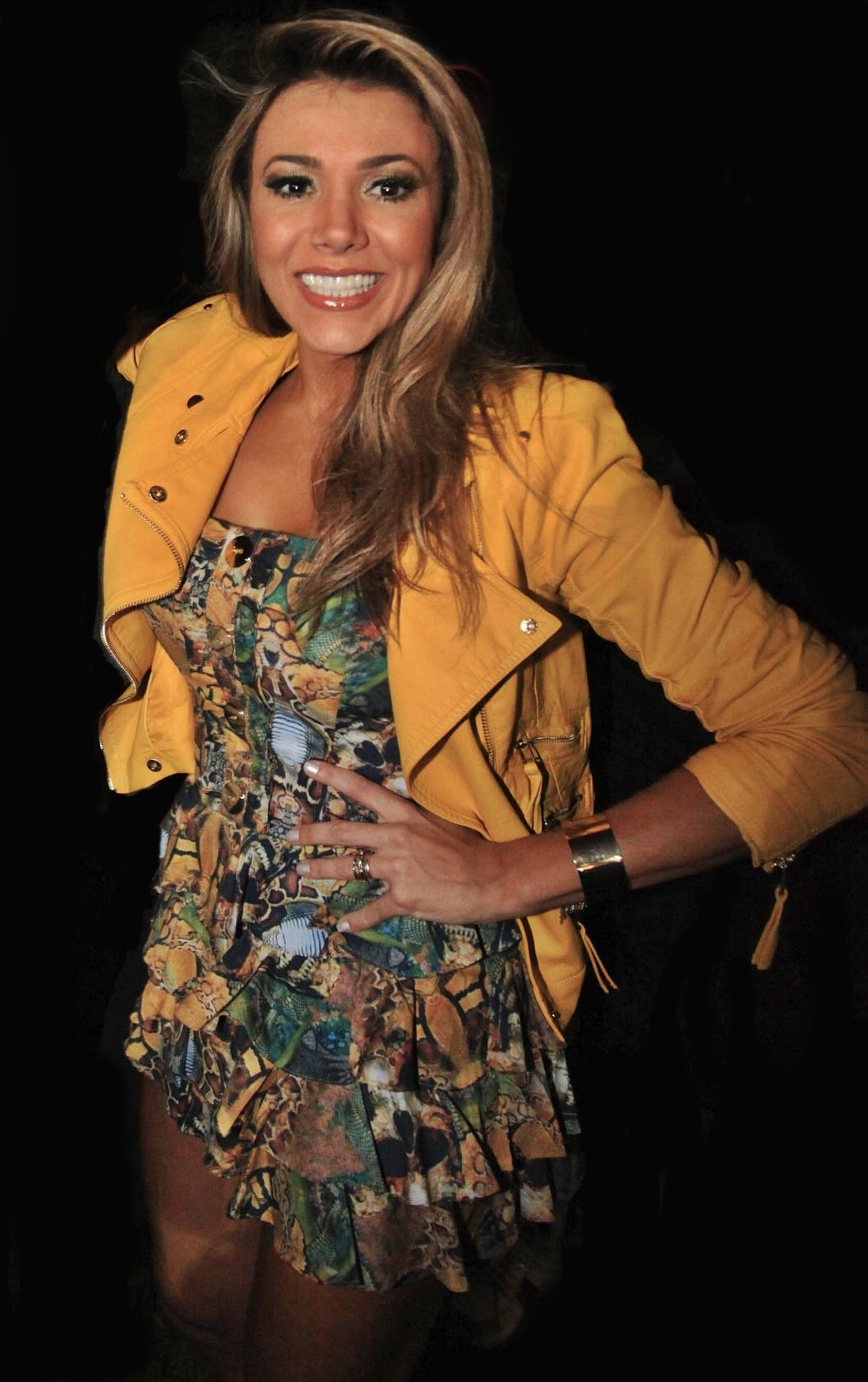
Fabiana Teixeira, vice-campeã do BBB 12

- As informações referentes a profissão dos participantes estão de acordo com o momento em que ingressaram no programa.[52]

| Participante                        | Data de nascimento | Ocupação                   | Origem                           | Resultado                               | Ref.   |
| ----------------------------------- | ------------------ | -------------------------- | -------------------------------- | --------------------------------------- | ------ |
| Rafael Alves Cordeiro (Fael)        | 23/11/1986         | Médico veterinário         | Aral Moreira, Mato Grosso do Sul | Vencedor em 29 de março de 2012         | [ 53 ] |
| Fabiana Aparecida Teixeira da Silva | 26/01/1976         | Garota-propaganda          | Ribeirão Preto, São Paulo        | 2º lugar em 29 de março de 2012         | [ 54 ] |
| Jonas Fernando Sulzbach             | 07/02/1986         | Modelo                     | Lajeado, Rio Grande do Sul       | 13º eliminado em 27 de março de 2012    | [ 55 ] |
| Kelly Medeiros dos Santos           | 28/12/1983         | Assistente comercial       | Almenara, Minas Gerais           | 12ª eliminada em 25 de março de 2012    | [ 56 ] |
| João Carvalho                       | 15/04/1965         | Representante comercial    | Divinópolis, Minas Gerais        | 11º eliminado em 20 de março de 2012    | [ 57 ] |
| Monique Amim Popper                 | 17/05/1988         | Estudante de Administração | Florianópolis, Santa Catarina    | 10ª eliminada em 18 de março de 2012    | [ 58 ] |
| Yuri Fernandes Magalhães de Almeida | 31/10/1985         | Professor de Muay thai     | Goiânia, Goiás                   | 9º eliminado em 13 de março de 2012     | [ 59 ] |
| Renata Dávila Hurtado               | 05/02/1990         | Estudante de Psicologia    | Belo Horizonte, Minas Gerais     | 8ª eliminada em 6 de março de 2012      | [ 60 ] |
| Rafael Leandro de Oliveira (Rafa)   | 02/08/1976         | Projetista de iluminação   | Rio de Janeiro, Rio de Janeiro   | 7º eliminado em 28 de fevereiro de 2012 | [ 61 ] |
| Laisa de Moraes Portela             | 26/12/1988         | Estudante de Medicina      | Espumoso, Rio Grande do Sul      | 6ª eliminada em 21 de fevereiro de 2012 | [ 62 ] |
| João Mauricio Dantas Leite          | 13/11/1977         | Pecuarista                 | Goiânia, Goiás                   | 5º eliminado em 14 de fevereiro de 2012 | [ 63 ] |
| Ronaldo Peres Marques Pinheiro      | 24/04/1980         | Vendedor                   | Jacareí, São Paulo               | 4º eliminado em 7 de fevereiro de 2012  | [ 64 ] |
| Mayara Medeiros Miussi              | 22/08/1988         | Arte educadora             | Jales, São Paulo                 | 3ª eliminada em 31 de janeiro de 2012   | [ 65 ] |
| Jakeline Leal Lucena                | 30/07/1989         | Estudante de Zootecnia     | Feira de Santana, Bahia          | 2ª eliminada em 24 de janeiro de 2012   | [ 66 ] |
| Analice Mateus de Souza             | 18/06/1985         | Dona de bar                | Belo Horizonte, Minas Gerais     | 1ª eliminada em 17 de janeiro de 2012   | [ 67 ] |
| Daniel Gustavo Rodriguez Echaniz    | 27/11/1980         | Modelo                     | São Paulo, São Paulo             | Expulso em 16 de janeiro de 2012        | [ 68 ] |

## Histórico
|                  | Sem 1                      | Sem 2                         | Sem 3                    | Sem 4                     | Sem 5                           | Sem 6                           | Sem 7                  | Sem 8                           | Sem 9                              | Sem 10                          | Sem 10                          | Sem 11                  | Sem 11                  | Sem 12                 | Votos recebidos |
| Dia 67           | Sem 1                      | Sem 2                         | Sem 3                    | Sem 4                     | Sem 5                           | Sem 6                           | Sem 7                  | Sem 8                           | Sem 9                              | Dia 70                          | Dia 74                          | Dia 77                  | Final                   |                        | Votos recebidos |
| ---------------- | -------------------------- | ----------------------------- | ------------------------ | ------------------------- | ------------------------------- | ------------------------------- | ---------------------- | ------------------------------- | ---------------------------------- | ------------------------------- | ------------------------------- | ----------------------- | ----------------------- | ---------------------- | --------------- |
| Líder            | João Carvalho              | João Mauricio                 | Laisa                    | Renata                    | Laisa                           | Fael                            | Fabiana                | Yuri                            | Kelly                              | Jonas                           | Fabiana                         | Fabiana                 | Fabiana                 | (nenhum)               |                 |
| Anjo             | João Mauricio              | Jonas                         | Ronaldo                  | Rafa                      | Yuri                            | Renata                          | Rafa                   | Jonas                           | Monique                            | (nenhum)                        | (nenhum)                        | (nenhum)                | (nenhum)                | (nenhum)               |                 |
| Imunizado        | Fael                       | Fabiana                       | Yuri                     | Monique                   | Monique Yuri                    | Rafa                            | Renata                 | Kelly                           | Monique                            | (nenhum)                        | (nenhum)                        | (nenhum)                | (nenhum)                | (nenhum)               |                 |
| Big Fone         | (nenhum)                   | (nenhum)                      | Fael                     | Laisa                     | Kelly                           | (nenhum)                        | Jonas                  | (nenhum)                        | (nenhum)                           | (nenhum)                        | (nenhum)                        | (nenhum)                | (nenhum)                | (nenhum)               |                 |
| Indicado (Líder) | Analice                    | Renata                        | Mayara                   | Fabiana                   | Jonas                           | Laisa                           | Rafa                   | João Carvalho                   | Yuri                               | João Carvalho                   | João Carvalho                   | Jonas                   | Fael Jonas              | (nenhum)               |                 |
| Indicado (Casa)  | Jakeline                   | Jakeline                      | Fael                     | Ronaldo                   | João Mauricio                   | João Carvalho                   | Yuri                   | Renata                          | João Carvalho                      | Monique                         | Fael                            | Kelly                   | Fael Jonas              | (nenhum)               |                 |
|                  |                            |                               |                          |                           |                                 |                                 |                        |                                 |                                    |                                 |                                 |                         |                         |                        |                 |
| Fael             | Daniel                     | Ronaldo                       | Ronaldo                  | Ronaldo                   | João Carvalho                   | Líder                           | Yuri                   | Renata                          | João Carvalho                      | Monique                         | Kelly                           | Não elegível            | Paredão                 | Vencedor (Dia 80)      | 11              |
| Fabiana          | Renata                     | Ronaldo                       | Rafa                     | Yuri                      | Rafa                            | Yuri                            | Yuri                   | Renata                          | João Carvalho                      | Monique                         | Fael                            | Líder                   | Líder                   | 2º lugar (Dia 80)      | 8               |
| Jonas            | Jakeline                   | Yuri                          | Ronaldo                  | Ronaldo                   | João Carvalho                   | João Carvalho                   | Yuri                   | Renata                          | João Carvalho                      | Líder                           | Kelly                           | Kelly                   | Paredão                 | Eliminado (Dia 78)     | 5               |
| Kelly            | Renata                     | Yuri                          | Rafa                     | Ronaldo                   | Rafa                            | Yuri                            | Yuri                   | Renata                          | Líder                              | Monique                         | Fael                            | Não elegível            | Eliminada (Dia 76)      | Eliminada (Dia 76)     | 8               |
| João Carvalho    | Líder                      | Yuri                          | Fabiana                  | João Mauricio             | João Mauricio                   | Jonas                           | Yuri                   | Renata                          | Jonas                              | Fael                            | Fael                            | Eliminado (Dia 71)      | Eliminado (Dia 71)      | Eliminado (Dia 71)     | 17              |
| Monique          | Jakeline                   | Jakeline                      | Fael                     | Laisa                     | João Mauricio                   | João Carvalho                   | Kelly                  | Jonas                           | Fabiana                            | Fael                            | Eliminada (Dia 69)              | Eliminada (Dia 69)      | Eliminada (Dia 69)      | Eliminada (Dia 69)     | 3               |
| Yuri             | Jakeline                   | Jakeline                      | Fael                     | João Carvalho             | João Mauricio                   | João Carvalho                   | Kelly                  | Líder                           | João Carvalho                      | Eliminado (Dia 64)              | Eliminado (Dia 64)              | Eliminado (Dia 64)      | Eliminado (Dia 64)      | Eliminado (Dia 64)     | 13              |
| Renata           | Fabiana                    | Fael                          | Fael                     | Líder                     | João Mauricio                   | João Carvalho                   | Kelly                  | Fabiana                         | Eliminada (Dia 57)                 | Eliminada (Dia 57)              | Eliminada (Dia 57)              | Eliminada (Dia 57)      | Eliminada (Dia 57)      | Eliminada (Dia 57)     | 10              |
| Rafa             | Jakeline                   | Jakeline                      | Kelly                    | Laisa                     | Fael                            | João Carvalho                   | Kelly                  | Eliminado (Dia 50)              | Eliminado (Dia 50)                 | Eliminado (Dia 50)              | Eliminado (Dia 50)              | Eliminado (Dia 50)      | Eliminado (Dia 50)      | Eliminado (Dia 50)     | 5               |
| Laisa            | Fabiana                    | Jakeline                      | Líder                    | Ronaldo                   | Líder                           | João Carvalho                   | Eliminada (Dia 43)     | Eliminada (Dia 43)              | Eliminada (Dia 43)                 | Eliminada (Dia 43)              | Eliminada (Dia 43)              | Eliminada (Dia 43)      | Eliminada (Dia 43)      | Eliminada (Dia 43)     | 5               |
| João Mauricio    | Renata                     | Líder                         | Ronaldo                  | Ronaldo                   | João Carvalho                   | Eliminado (Dia 36)              | Eliminado (Dia 36)     | Eliminado (Dia 36)              | Eliminado (Dia 36)                 | Eliminado (Dia 36)              | Eliminado (Dia 36)              | Eliminado (Dia 36)      | Eliminado (Dia 36)      | Eliminado (Dia 36)     | 5               |
| Ronaldo          | Jakeline                   | Jakeline                      | Fael                     | Laisa                     | Eliminado (Dia 29)              | Eliminado (Dia 29)              | Eliminado (Dia 29)     | Eliminado (Dia 29)              | Eliminado (Dia 29)                 | Eliminado (Dia 29)              | Eliminado (Dia 29)              | Eliminado (Dia 29)      | Eliminado (Dia 29)      | Eliminado (Dia 29)     | 10              |
| Mayara           | Jakeline                   | Jakeline                      | Fabiana                  | Eliminada (Dia 22)        | Eliminada (Dia 22)              | Eliminada (Dia 22)              | Eliminada (Dia 22)     | Eliminada (Dia 22)              | Eliminada (Dia 22)                 | Eliminada (Dia 22)              | Eliminada (Dia 22)              | Eliminada (Dia 22)      | Eliminada (Dia 22)      | Eliminada (Dia 22)     | 1               |
| Jakeline         | Renata                     | Yuri                          | Eliminada (Dia 15)       | Eliminada (Dia 15)        | Eliminada (Dia 15)              | Eliminada (Dia 15)              | Eliminada (Dia 15)     | Eliminada (Dia 15)              | Eliminada (Dia 15)                 | Eliminada (Dia 15)              | Eliminada (Dia 15)              | Eliminada (Dia 15)      | Eliminada (Dia 15)      | Eliminada (Dia 15)     | 12              |
| Analice          | Laisa                      | Eliminada (Dia 8)             | Eliminada (Dia 8)        | Eliminada (Dia 8)         | Eliminada (Dia 8)               | Eliminada (Dia 8)               | Eliminada (Dia 8)      | Eliminada (Dia 8)               | Eliminada (Dia 8)                  | Eliminada (Dia 8)               | Eliminada (Dia 8)               | Eliminada (Dia 8)       | Eliminada (Dia 8)       | Eliminada (Dia 8)      | 1               |
| Daniel           | Fabiana                    | Expulso (Dia 7)               | Expulso (Dia 7)          | Expulso (Dia 7)           | Expulso (Dia 7)                 | Expulso (Dia 7)                 | Expulso (Dia 7)        | Expulso (Dia 7)                 | Expulso (Dia 7)                    | Expulso (Dia 7)                 | Expulso (Dia 7)                 | Expulso (Dia 7)         | Expulso (Dia 7)         | Expulso (Dia 7)        | 1               |
|                  |                            |                               |                          |                           |                                 |                                 |                        |                                 |                                    |                                 |                                 |                         |                         |                        |                 |
| Notas            | [1][2][3]                  | [4]                           | [5]                      | [6]                       | [7][8]                          | [9]                             | [10][11]               | (nenhuma)                       | [12]                               | (nenhuma)                       | [13]                            | [14]                    | [15]                    | [16]                   |                 |
| Paredão          | Analice Jakeline           | Jakeline Renata               | Fael Mayara              | Fabiana Ronaldo           | João Mauricio Jonas             | João Carvalho Laisa             | Rafa Yuri              | João Carvalho Renata            | João Carvalho Yuri                 | João Carvalho Monique           | Fael João Carvalho              | Jonas Kelly             | Fael Jonas              | Fabiana Fael           |                 |
| Expulso          | Daniel                     | (nenhum)                      | (nenhum)                 | (nenhum)                  | (nenhum)                        | (nenhum)                        | (nenhum)               | (nenhum)                        | (nenhum)                           | (nenhum)                        | (nenhum)                        | (nenhum)                | (nenhum)                | (nenhum)               |                 |
| Eliminado        | Analice 53% para eliminar  | Jakeline 50,47% para eliminar | Mayara 74% para eliminar | Ronaldo 81% para eliminar | João Mauricio 52% para eliminar | Laisa 88% para eliminar         | Rafa 92% para eliminar | Renata 66% para eliminar        | Yuri 51,23% para eliminar          | Monique 52% para eliminar       | João Carvalho 86% para eliminar | Kelly 57% para eliminar | Jonas 54% para eliminar | Fabiana 8% para vencer |                 |
| Eliminado        | Analice 53% para eliminar  | Jakeline 50,47% para eliminar | Mayara 74% para eliminar | Ronaldo 81% para eliminar | João Mauricio 52% para eliminar | Laisa 88% para eliminar         | Rafa 92% para eliminar | Renata 66% para eliminar        | Yuri 51,23% para eliminar          | Monique 52% para eliminar       | João Carvalho 86% para eliminar | Kelly 57% para eliminar | Jonas 54% para eliminar | Fael 92% para vencer   |                 |
| Outras %         | Jakeline 47% para eliminar | Renata 49,53% para eliminar   | Fael 26% para eliminar   | Fabiana 19% para eliminar | Jonas 48% para eliminar         | João Carvalho 12% para eliminar | Yuri 8% para eliminar  | João Carvalho 34% para eliminar | João Carvalho 48,77% para eliminar | João Carvalho 48% para eliminar | Fael 14% para eliminar          | Jonas 43% para eliminar | Fael 46% para eliminar  |                        |                 |

## Classificação geral
| Pos. | Participante         | Meio de indicação     | % dos votos | Eliminado em |
| ---- | -------------------- | --------------------- | ----------- | ------------ |
| 1    | Fael Cordeiro        | Finalista             | 92%         | —            |
| 2    | Fabiana Teixeira     | Finalista             | 8%          | —            |
| 3    | Jonas Sulzbach       | Prova do Líder        | 54%         | Semana 11    |
| 4    | Kelly Medeiros       | Casa (1 voto)         | 57%         | Semana 11    |
| 5    | João Carvalho        | Líder (Fabiana)       | 86%         | Semana 10    |
| 6    | Monique Amin         | Casa (3 votos)        | 52%         | Semana 10    |
| 7    | Yuri Fernandes       | Líder (Kelly)         | 51,23%      | Semana 9     |
| 8    | Renata Dávila        | Casa (5 votos)        | 66%         | Semana 8     |
| 9    | Rafa Oliveira        | Líder (Fabiana)       | 92%         | Semana 7     |
| 10   | Laisa Portela        | Líder (Fael)          | 88%         | Semana 6     |
| 11   | João Mauricio Dantas | Casa (4 votos)        | 52%         | Semana 5     |
| 12   | Ronaldo Peres        | Casa (5 votos)        | 81%         | Semana 4     |
| 13   | Mayara Medeiros      | Líder (Laisa)         | 74%         | Semana 3     |
| 14   | Jakeline Leal        | Casa (6 votos)        | 50,47%      | Semana 2     |
| 15   | Analice de Souza     | Líder (João Carvalho) | 53%         | Semana 1     |
| 16   | Daniel Echaniz       | Expulso               | Expulso     | Semana 1     |

## Audiência
Os dados são divulgados pelo IBOPE.
| Data de transmissão | SEG             | TER             | QUA             | QUI             | SEX             | SÁB             | DOM             | Média semanal |
| ------------------- | --------------- | --------------- | --------------- | --------------- | --------------- | --------------- | --------------- | ------------- |
| 10/01 a 15/01/2012  | —               | 33              | 35              | 32              | 27              | 27              | 20              | 29            |
| 16/01 a 22/01       | 36              | 31              | 30              | 26              | 28              | 29              | 16              | 28            |
| 23/01 a 29/01       | 28              | 26              | 31              | 26              | 28              | 25              | 18              | 26            |
| 30/01 a 05/02       | 28              | 26              | 35              | 26              | 27              | 23              | 16              | 26            |
| 06/02 a 12/02       | 28              | 25              | 34              | 25              | 28              | 23              | 17              | 26            |
| 13/02 a 19/02       | 28              | 23              | 34              | 25              | 26              | 24              | 13              | 25            |
| 20/02 a 26/02       | 24              | 25              | 32              | 27              | 29              | 23              | 16              | 25            |
| 27/02 a 04/03       | 29              | 25              | 33              | 25              | 27              | 24              | 16              | 26            |
| 05/03 a 11/03       | 28              | 24              | 36              | 25              | 30              | 27              | 17              | 27            |
| 12/03 a 18/03       | 26              | 26              | 34              | 26              | 28              | 26              | 20              | 27            |
| 19/03 a 25/03       | 30              | 27              | 37              | 28              | 31              | 24              | 17              | 28            |
| 26/03 a 29/03       | 27              | 26              | 31              | 26              | —               | —               | —               | 28            |
| 10/01 a 29/03       | Média da edição | Média da edição | Média da edição | Média da edição | Média da edição | Média da edição | Média da edição | 27            |

- Cada ponto equivale a 60 mil domicílios na Grande São Paulo.